# Энниг, Жан-Люк
Жан-Люк Энни́г (фр. Jean-Luc Hennig; род. 1945, Ла-Шарите-сюр-Луар, Франция) — французский писатель, радиоведущий и журналист.

## Биография
Получил агреже по грамматике.
В 1970—1972 годах был профессором Каирского университета.
В 1974—1981 годах — журналист газеты Libération.
Был главным редактором французского издания журнала Rolling Stone и радиоведущим на радио Fréquence Gaie, в 1982 году начал вести передачу совместно с Гаем Хоквингемом на радиостанции Europe 1, а также работал на радио Radio suisse romande.
Ему принадлежит собрание «Иллюстрации», изданные Éditions Albin Michel в тридцати томах, в основном содержащие эссе о ночи, сексе и смерти. Собрание было переведено и издано в пятнадцати странах.
Эннига уделял большое внимание теме эроса и его воплощению и присутствию в искусстве и человеческой жизни, что нашло отражение в таких работах, как «Литературно-эротическая энциклопедия плодов и фруктов» (1994), «Краткая история попы» (1995) и «Эротика вина» (1999).
Биография Эннига была опубликована в 2004 году в «Словаре современных французских писателей», вышедшем в издательстве Mille et une nuits под редакцией Джерома Гарчина.

## Сочинения
Librairie Arthème Fayard
- Beauté de la poussière, 2001. (2e éd, Pocket-Agora, 2017)
- Martial, 2003.
- Mes rendez-vous, 2005.
- Cap Fréhel, roman, 2005 (1re éd. 1989).
- Mon beau légionnaire, roman, 2006 (1re éd. 1991).
- Sperme noir, 2006.
- Dassoucy & les garçons, 2011.

Éditions Gallimard
- Bi, de la bisexualité masculine, coll. L’Infini, 1996.
- Apologie du plagiat, coll. L’Infini, 1997.
- Femme en fourreau, coll. L’Infini, 2000.
- Morgue, éd. Verticales/Gallimard, 2007 (1re éd. 1979).
- Grisélidis, courtisane, éd. Verticales/Gallimard, 2011 (1re éd. 1981).
- Voyou, suivi de Conversation au Palais-Royal, par Mona Thomas, coll. L’Infini. 2012.
- De l’extrême amitié, Montaigne & La Boétie, coll. L’Infini. 2015.

Éditions Zulma
- Brève histoire des fesses, 2009 (1re éd. 1995, 2e éd. 2003).
- L’Horoscope cruel, 1996.
- Les péchés capitaux de Furetière, 1997.
- Érotique du vin, 2003 (1re éd. 1999).
- Le Topinambour & autres merveilles, 2000.
- Petit inventaire excentrique du Z, 2004.

Éditions Albin Michel
- Les garçons de passe, 1978.
- Le Voyeur, 1981.
- Les Français de la honte, avec Guy Hocquenghem[англ.], 1983.
- Obsessions, 1985.
- Lettre ouverte aux Suisses, si bons, si gros, si tristes, 1991.
- Dictionnaire littéraire & érotique des fruits & légumes, 1994. (2e éd, Pocket-Agora, 2016)
- Bestiaire érotique, 1998.

Chez d’autres éditeurs
- Les juges kaki, avec Mireille Debard, préface de Michel Foucault, éd. Alain Moreau, 1977.
- Une soirée avec Nan Goldin, Galerie Yvon Lambert, Paris, 1995.
- La Ménagerie luxurieuse, Musée d’Art Moderne de la ville de Paris, 1997.
- Ernest Pignon-Ernest, Galerie Guy Bärtschi, Genève, 1977.
- Un amour ottoman, Le Cherche Midi éditeur, 2012.
- Espadons, mignons & autres monstres, Le Cherche Midi éditeur, 2014.

### Переводы на русский язык
- Энниг Ж.-Л. Размер имеет значение // Книжное обозрение. — 2005. — № 48. (пер. с фр. Елены Клоковой)
- Энниг Ж.-Л. Краткая история попы / пер. с фр. Елены Клоковой. — М.: КоЛибри, 2005. — 222 с. — (Вещи в себе). — ISBN 5-98720-013-X.
- Энниг Ж.-Л. Краткая история попы / пер. с фр. Елены Клоковой. — М.: КоЛибри, 2006. — 222 с. — (Вещи в себе). — ISBN 5-98720-023-7.

## Отзывы
Социолог, антрополог, философ, сексолог И. С. Кон отмечал о книге «Краткая история попы» следующее:
В обсуждение природы телесных наказаний и связанных с ними фантазий включились историки, антропологи и семиотики. Вслед за историей порки и розги, а также фаллоса и пениса появляется история попы, вроде остроумной книги Жан-Люка Эннига.

Заместитель главного редактора издательства «Иностранка» И. И. Кузнецова о той же книге заметила:
В серии «Вещи в себе» — «Краткая история попы» Жан-Люка Эннига, написанная в духе, если можно так выразиться, «вольтерьянской культурологии».

Писательница, литературовед и литературный критик М. А. Кучерская писала: 
«Попа образовалась в глубокой древности», — сообщает нам автор с первой же строки, не ведая, что окликает советский анекдот, в котором путеводитель открывался фразой «Прошлое N-ского района N-ской области уходит корнями в глубь Ледникового периода». Подобное же глубокомыслие пронизывает «Краткую историю попы» насквозь, как кол, обсуждаемый здесь в отдельной главе. Французский литератор Жан-Люк Энниг стилизует книгу под научное исследование — с ссылками, историческими экскурсами, с обстоятельностью; как бы всерьёз решает вопрос, «есть ли ягодицы у животных», рассматривает роль симметрии в человеческом теле и происхождение слова «порка». Однако книга вряд ли войдёт в научные анналы, несмотря на немалое количество любителей анальной тематики среди читающей публики. Да и для действительно смешной шутки получается слишком громоздко. Автор, похоже, искренне считает себя последователем Рабле и даже посвящает ему несколько страниц — только вот сочинителя «Гаргантюа» переполнял наивный восторг от того, что можно наконец столь изысканно обсуждать запретные темы, а исследователь «истории попы» с педантичным занудством лишь имитирует бурное веселье. Спасибо, длится всё это не слишком долго — нам представлен только «краткий» вариант скучнейшей (в исполнении Эннига) истории мадам Сижу.